# Sleutel (muziek)
Een muzieksleutel, toonsleutel of kortweg sleutel is een symbool dat wordt gebruikt bij het noteren van muziek en dat, in principe, aan het begin van iedere notenbalk wordt geplaatst. Een sleutel op een notenbalk omvat een lijn daarvan en legt daarmee de toonhoogte vast van een noot op die lijn. De sleutel bepaalt op deze manier de toonhoogte van alle noten die erna komen, tot aan een eventuele nieuwe sleutel. De sleutel legt niet de toonsoort vast; daartoe worden vlak na sleutel voortekens in de vorm van een of meer mollen of kruisen geplaatst. Als de notenbalken van de genoteerde muziek opgevat kunnen worden als één doorlopende balk, noteert men de sleutel wel alleen aan het begin van de eerste balk.
Spreekt men in de muziek van sleutel, dan wordt enerzijds het symbool bedoeld, waarvan er drie zijn, en anderzijds het vastleggen van een bepaalde toon door de plaatsing van het symbool op de balk.
Er zijn nog drie verschillende symbolen in gebruik; vroeger waren er meer. De voorkomende sleutels zijn gestileerde vormen van de letters G, F en C.
- : de g-sleutel of solsleutel (vioolsleutel)
- : de f-sleutel of fa-sleutel (bassleutel)
- : de c-sleutel, do-sleutel of ut-sleutel

## De negen sleutels
Door plaatsing van een muzieksleutel op de notenbalk wordt dus een lijn van de balk aangewezen waarop de door de sleutel bepaalde toon ligt. In principe kan elke sleutel op elke hoogte geplaatst worden. Niet elke plaatsing is even gebruikelijk, en sommige ervan overlappen (bijvoorbeeld de baritonsleutel). Plaatsing met de aangewezen toon tussen twee lijnen is heel ongebruikelijk. Er zijn historisch negen verschillende plaatsingen gebruikt, daarvan zijn momenteel nog vier plaatsingen gangbaar.
- De meest gebruikte sleutel is de g-sleutel of solsleutel. De g-sleutel stelt een gestileerde letter G voor die de ligging van de eengestreepte g (g') of sol aangeeft op de lijn die door de binnenste krul van de sleutel omvat wordt.
- Voor lagere stemmen gebruikt men meestal de f-sleutel, fa-sleutel, bekend van pianopartijen, meestal in de onderste balk. De f-sleutel is een gestileerde letter F. Op de lijn tussen de twee puntjes, ligt de kleine f (f) of fa.
- De c-sleutel, do-sleutel of utsleutel is minder bekend. De c-sleutel is een gestileerde letter C. Op de lijn die door het midden van deze sleutel loopt wordt de eengestreepte c (c´) of do genoteerd.

| Sleutel | Naam                 | Gebruik | Instrument of stem                                                                                 | Toonhoogte van de lijnen |
| ------- | -------------------- | --- | -------------------------------------------------------------------------------------------------- | ------------------------ |
|         | Franse vioolsleutel  | De g-sleutel kwam ook voor op de eerste lijn van onder. Komt in de praktijk nauwelijks meer voor.                        | In de 17e en 18e eeuw gangbaar in sommige Franse viool- en fluitmuziek.                            | g'b'd"f"a"               |
|         | vioolsleutel         | De g-sleutel op de tweede lijn. Dit is de meest voorkomende sleutel.                                                     | Piano (vooral bovenste balk, rechterhand), viool, fluit, gitaar, beiaard (manuaal), trompet.       | e'g'b'd"f"               |
|         | sopraansleutel       | De c-sleutel op de eerste lijn.                                                                                          | Sopraan                                                                                            | c'e'g'b'd"               |
|         | mezzo-sopraansleutel | De c-sleutel op de tweede lijn                                                                                           | | a c'e'g'b'               |
|         | altsleutel           | De c-sleutel op de derde lijn                                                                                            | Altviool, alt                                                                                      | f a c'e'g'               |
|         | tenorsleutel         | De c-sleutel op de vierde lijn                                                                                           | Tenor, hogere partijen van cello, fagot en trombone                                                | d f a c'e'               |
|         | baritonsleutel       | De c-sleutel op de vijfde lijn. De f-sleutel op de middelste lijn komt op hetzelfde neer, maar komt niet vaak meer voor. | | B d f a c'               |
|         | bassleutel           | De f-sleutel wordt voornamelijk gebruikt op de vierde lijn van onderen.                                                  | Piano (vooral onderste balk, linkerhand), cello, fagot, trombone, orgel (pedaal), beiaard (pedaal) | G B d f a                |
|         | contrabassleutel     | De f-sleutel op de bovenste lijn. Wordt niet meer gebruikt.                                                              | | E G B d f                |

Uit de laatste kolom blijkt wel dat de vijf lijnen voor veel verschillende tonen kunnen staan. Hierbij is nog geen aandacht besteed aan de voortekens.

## Vorm

### G-sleutel
De vorm van de g-sleutel in handschriften en gedrukte bladmuziek heeft in de loop der tijden nogal wat veranderingen gekend, die soms ook naast elkaar voortbestonden. Aanvankelijk werd een eenvoudige 'g' genoteerd op de lijn, later verschenen ook meer gestileerde vormen. Tegenwoordig wordt alleen de moderne variant  nog gebruikt.
De ontwikkeling van de g-sleutel:

### C-sleutel
De c-sleutel ontwikkelde zich als gestyleerde vorm van de hoofdletter C.

### F-sleutel
De f-sleutel ontwikkelde zich uit de hoofdletter F. Aanvankelijk als baritonsleutel die de middelste lijn aangaf voor de f. De beide dwarsstreepjes werden gereduceerd tot stippen, .

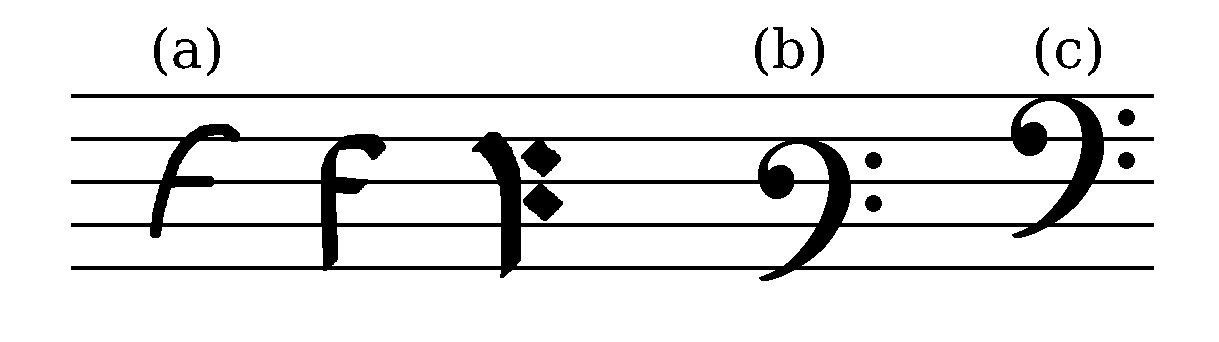
Ontwikkeling van de F-sleutel

## Klavarskribo
De klavarnotatie kent slechts één sleutel, namelijk een c-sleutel. Deze dient niet om aan te geven waar de c zich bevindt, want dat is al duidelijk (links van het tweetal lijnen), maar om aan te geven welke c de eengestreepte c is. Dit wordt, behalve met de sleutel, ook aangegeven door de lijnen voor des' en es' te stippelen

## Andere sleutels

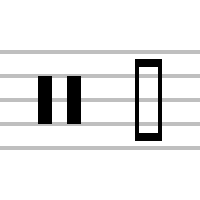
Neutrale sleutel voor slagwerk.

Er bestaan ook nog sleutels voor drumpartijen, met 1 of 2 verticale strepen.
Bij octaverende sleutels plaatst men een 8 onder of boven de sleutel om alles een octaaf lager of hoger te spelen dan genoteerd staat.

## Trivia
- De uitdrukking "Hij kent zijn 7 sleutels" betekent: hij weet van alles wel wat.
- Aan een jonge onervaren arbeider die net van school komt zal de ploegleider wel eens het volgende vragen: ga mij eens een solsleutel halen.